# Coupe du monde de biathlon 2022-2023
Navigation
Édition précédente Édition suivante
La 46e édition de la Coupe du monde de biathlon se déroule entre le 29 novembre 2022 et le 19 mars 2023. La compétition se compose de neuf étapes, la première à Kontiolahti en Finlande, la dernière à Oslo en Norvège. Elle est ponctuée en février par les championnats du monde 2023 à Oberhof.
En raison de l'invasion de l'Ukraine par la Russie, les biathlètes russes et biélorusses sont interdits de toute compétition internationale de l'IBU pour l'ensemble la saison. Ils avaient déjà été privés de disputer les dernières étapes de la saison précédente, en mars 2022, juste après le début du conflit.

## Attribution des points
Le 21 juin 2022, l'IBU prend la décision de modifier le barème d'attribution des points pour les courses individuelles à compter de la saison 2022-2023, afin de revaloriser les points gagnés par le top 6 de chaque course. Parmi les autres changements notables, la règle des deux plus mauvais résultats retirés en fin de saison disparait, et les courses des Championnats du monde ne rapportent désormais plus de points pour les classements individuels et des relais mais continuent cependant d'en rapporter pour la Coupe des nations.

### Classements des disciplines
Pour les classements spécifiques à chaque discipline (individuel, sprint, poursuite, mass-start, relais), l'attribution des points est la suivante :
| Place  | 1  | 2  | 3  | 4  | 5  | 6  | 7  | 8  | 9  | 10 | 11 | 12 | 13 | 14 | 15 | 16 | 17 | 18 | 19 | 20 | 21 | 22 | 23 | 24 | 25 | 26 | 27 | 28 | 29 | 30 | 31 | 32 | 33 | 34 | 35 | 36 | 37 | 38 | 39 | 40 |
| ------ | -- | -- | -- | -- | -- | -- | -- | -- | -- | -- | -- | -- | -- | -- | -- | -- | -- | -- | -- | -- | -- | -- | -- | -- | -- | -- | -- | -- | -- | -- | -- | -- | -- | -- | -- | -- | -- | -- | -- | -- |
| Points | 90 | 75 | 60 | 50 | 45 | 40 | 36 | 34 | 32 | 31 | 30 | 29 | 28 | 27 | 26 | 25 | 24 | 23 | 22 | 21 | 20 | 19 | 18 | 17 | 16 | 15 | 14 | 13 | 12 | 11 | 10 | 9  | 8  | 7  | 6  | 5  | 4  | 3  | 2  | 1  |

| Place  | 1  | 2  | 3  | 4  | 5  | 6  | 7  | 8  | 9  | 10 | 11 | 12 | 13 | 14 | 15 | 16 | 17 | 18 | 19 | 20 | 21 | 22 | 23 | 24 | 25 | 26 | 27 | 28 | 29 | 30 |
| ------ | -- | -- | -- | -- | -- | -- | -- | -- | -- | -- | -- | -- | -- | -- | -- | -- | -- | -- | -- | -- | -- | -- | -- | -- | -- | -- | -- | -- | -- | -- |
| Points | 90 | 75 | 60 | 50 | 45 | 40 | 36 | 34 | 32 | 31 | 30 | 29 | 28 | 27 | 26 | 25 | 24 | 23 | 22 | 21 | 20 | 18 | 16 | 14 | 12 | 10 | 8  | 6  | 4  | 2  |

### Classement général
Le classement général de la coupe du monde est établi en additionnant les points obtenus lors des disciplines individuelles (individuel, sprint, poursuite et mass-start). Une non-participation, un abandon ou une disqualification en course ne rapportent aucun point.
Les résultats obtenus lors des Championnats du monde 2023 ne sont pas comptabilisés dans le classement général de la Coupe du monde.

### Coupe des Nations
Le classement général de la coupe des Nations est obtenu en additionnant les points de chaque athlète obtenus lors des épreuves de l'individuel, de sprint, ainsi que lors des relais. Pour les épreuves de l'individuel et de sprint, ne sont pris en compte que les points des trois athlètes les mieux classés par nation.
- Pour chaque épreuve de l'individuel ou du sprint, les points sont attribués selon le tableau suivant :

| Place  | 1   | 2   | 3   | 4   | 5   | 6   | 7   | 8   | 9   | 10  | 11  | 12  | 13  | 14  | 15  | 16  | 17  | 18  | 19  | 20  | 21  | 22  | 23  | 24  | 25  | 26  | 27  | 28  | 29  | 30  | 31  | 32  | 33  | 34  | 35  | 36  | 37  | 38  | 39  | 40  |
| ------ | --- | --- | --- | --- | --- | --- | --- | --- | --- | --- | --- | --- | --- | --- | --- | --- | --- | --- | --- | --- | --- | --- | --- | --- | --- | --- | --- | --- | --- | --- | --- | --- | --- | --- | --- | --- | --- | --- | --- | --- |
| Points | 160 | 154 | 148 | 143 | 140 | 138 | 136 | 134 | 132 | 131 | 130 | 129 | 128 | 127 | 126 | 125 | 124 | 123 | 122 | 121 | 120 | 119 | 118 | 117 | 116 | 115 | 114 | 113 | 112 | 111 | 110 | 109 | 108 | 107 | 106 | 105 | 104 | 103 | 102 | 101 |

Puis de 1 point en 1 point jusqu'à la 80e place, et de 2 en 2 points pour arriver à 1 point pour la 110e place. Toutes les places suivantes obtiennent 1 point.
- Pour chaque relais, les points sont attribués selon le tableau suivant :

| Place  | 1   | 2   | 3   | 4   | 5   | 6   | 7   | 8   | 9   | 10  | 11  | 12  | 13  | 14  | 15  | 16  | 17  | 18  | 19  | 20  | 21  | 22  | 23 | 24 | 25 | 26 | 27 | 28 | 29 | 30 |
| ------ | --- | --- | --- | --- | --- | --- | --- | --- | --- | --- | --- | --- | --- | --- | --- | --- | --- | --- | --- | --- | --- | --- | -- | -- | -- | -- | -- | -- | -- | -- |
| Points | 420 | 390 | 360 | 330 | 310 | 290 | 270 | 250 | 230 | 220 | 210 | 200 | 190 | 180 | 170 | 160 | 150 | 140 | 130 | 120 | 110 | 100 | 90 | 80 | 70 | 60 | 50 | 40 | 30 | 20 |

- Pour les relais simples mixtes et les relais mixtes, les points sont partagés à moitié entre le classement général de la coupe des Nations féminin et le masculin. Chacun reçoit alors des points selon le tableau suivant :

| Place  | 1   | 2   | 3   | 4   | 5   | 6   | 7   | 8   | 9   | 10  | 11  | 12  | 13 | 14 | 15 | 16 | 17 | 18 | 19 | 20 | 21 | 22 | 23 | 24 | 25 | 26 | 27 | 28 | 29 | 30 |
| ------ | --- | --- | --- | --- | --- | --- | --- | --- | --- | --- | --- | --- | -- | -- | -- | -- | -- | -- | -- | -- | -- | -- | -- | -- | -- | -- | -- | -- | -- | -- |
| Points | 210 | 195 | 180 | 165 | 155 | 145 | 135 | 125 | 115 | 110 | 105 | 100 | 95 | 90 | 85 | 80 | 75 | 70 | 65 | 60 | 55 | 50 | 45 | 40 | 35 | 30 | 25 | 20 | 15 | 10 |

## Classements

### Classements généraux
| Rang | Nom                        | Points | Victoire(s) | Podium(s) |
| ---- | -------------------------- | ------ | ----------- | --------- |
|      | Johannes Thingnes Bø       | 1589   | 16          | 18        |
| 2    | Sturla Holm Lægreid        | 1098   | 1           | 12        |
| 3    | Vetle Sjåstad Christiansen | 935    | 1           | 7         |
| 4    | Benedikt Doll              | 782    | 1           | 3         |
| 5    | Martin Ponsiluoma          | 779    | 1           | 5         |
| 6    | Tarjei Bø                  | 684    | -           | 4         |
| 7    | Johannes Dale              | 674    | 1           | 2         |
| 8    | Quentin Fillon Maillet     | 671    | -           | 2         |
| 9    | Roman Rees                 | 658    | -           | 1         |
| 10   | Fabien Claude              | 635    | -           | -         |

| Rang | Nom                        | Points | Victoire(s) | Podium(s) |
| ---- | -------------------------- | ------ | ----------- | --------- |
|      | Julia Simon                | 1093   | 3           | 10        |
| 2    | Dorothea Wierer            | 911    | 3           | 6         |
| 3    | Lisa Vittozzi              | 882    | 1           | 7         |
| 4    | Denise Herrmann-Wick       | 874    | 3           | 5         |
| 5    | Elvira Öberg               | 764    | 3           | 6         |
| 6    | Ingrid Landmark Tandrevold | 731    | -           | 4         |
| 7    | Hanna Öberg                | 710    | 2           | 3         |
| 8    | Anaïs Chevalier-Bouchet    | 670    | -           | 5         |
| 9    | Markéta Davidová           | 668    | -           | 2         |
| 10   | Lisa Theresa Hauser        | 604    | 2           | 2         |

| Rang | Nom                  | Points | Victoire(s) | Podium(s) |
| ---- | -------------------- | ------ | ----------- | --------- |
| 1    | Niklas Hartweg       | 608    | -           | 2         |
| 2    | Tommaso Giacomel     | 592    | -           | 1         |
| 3    | Sebastian Stalder    | 426    | -           | -         |
| 4    | Filip Fjeld Andersen | 324    | -           | -         |
| 5    | Éric Perrot          | 189    | -           | 1         |

| Rang | Nom             | Points | Victoire(s) | Podium(s) |
| ---- | --------------- | ------ | ----------- | --------- |
| 1    | Elvira Öberg    | 764    | 3           | 6         |
| 2    | Lou Jeanmonnot  | 593    | -           | 2         |
| 3    | Sophie Chauveau | 321    | -           | -         |
| 4    | Anna Gandler    | 177    | -           | -         |
| 5    | Amy Baserga     | 157    | -           | -         |

### Coupe des Nations
| Rang | Nation    | Points |
| ---- | --------- | ------ |
|      | Norvège   | 8993   |
| 2    | France    | 7977   |
| 3    | Allemagne | 7813   |
| 4    | Suède     | 7399   |
| 5    | Suisse    | 6345   |
| 6    | Tchéquie  | 6278   |
| 7    | Autriche  | 6219   |
| 8    | Italie    | 6168   |
| 9    | Ukraine   | 6005   |
| 10   | Finlande  | 5844   |

| Rang | Nation    | Points |
| ---- | --------- | ------ |
|      | France    | 8128   |
| 2    | Suède     | 7884   |
| 3    | Norvège   | 7859   |
| 4    | Allemagne | 7833   |
| 5    | Italie    | 7575   |
| 6    | Suisse    | 6738   |
| 7    | Autriche  | 6648   |
| 8    | Tchéquie  | 6350   |
| 9    | Finlande  | 5691   |
| 10   | Ukraine   | 5399   |

### Classement par discipline

#### Individuel
| Rang | Nom                        | Points | Victoire(s) | Podium(s) |
| ---- | -------------------------- | ------ | ----------- | --------- |
|      | Vetle Sjåstad Christiansen | 171    | 0           | 2         |
| 2    | Benedikt Doll              | 151    | 1           | 1         |
| 3    | Martin Ponsiluoma          | 132    | 1           | 1         |
| 4    | Roman Rees                 | 123    | -           | -         |
| 5    | Tommaso Giacomel           | 120    | -           | 1         |

| Rang | Nom                        | Points | Victoire(s) | Podium(s) |
| ---- | -------------------------- | ------ | ----------- | --------- |
|      | Lisa Vittozzi              | 225    | 1           | 3         |
| 2    | Julia Simon                | 155    | -           | 1         |
| 3    | Hanna Öberg                | 153    | 1           | 1         |
| 4    | Ingrid Landmark Tandrevold | 147    | -           | 1         |
| 5    | Dorothea Wierer            | 143    | 1           | 1         |

#### Sprint
| Rang | Nom                        | Points | Victoire(s) | Podium(s) |
| ---- | -------------------------- | ------ | ----------- | --------- |
|      | Johannes Thingnes Bø       | 630    | 7           | 7         |
| 2    | Sturla Holm Lægreid        | 375    | -           | 5         |
| 3    | Martin Ponsiluoma          | 328    | -           | 2         |
| 4    | Benedikt Doll              | 285    | -           | 2         |
| 5    | Vetle Sjåstad Christiansen | 257    | -           | 1         |

| Rang | Nom                  | Points | Victoire(s) | Podium(s) |
| ---- | -------------------- | ------ | ----------- | --------- |
|      | Denise Herrmann-Wick | 400    | 2           | 3         |
| 2    | Dorothea Wierer      | 314    | 1           | 2         |
| 3    | Julia Simon          | 295    | -           | 2         |
| 4    | Elvira Öberg         | 263    | 1           | 2         |
| 5    | Markéta Davidová     | 245    | -           | 1         |

#### Poursuite
| Rang | Nom                    | Points | Victoire(s) | Podium(s) |
| ---- | ---------------------- | ------ | ----------- | --------- |
|      | Johannes Thingnes Bø   | 600    | 6           | 7         |
| 2    | Sturla Holm Lægreid    | 425    | 1           | 5         |
| 3    | Quentin Fillon Maillet | 295    | -           | 2         |
| 4    | Tarjei Bø              | 277    | -           | 2         |
| 5    | Fabien Claude          | 252    | -           | 1         |

| Rang | Nom                  | Points | Victoire(s) | Podium(s) |
| ---- | -------------------- | ------ | ----------- | --------- |
|      | Julia Simon          | 373    | 2           | 4         |
| 2    | Elvira Öberg         | 350    | 2           | 4         |
| 3    | Dorothea Wierer      | 285    | -           | 2         |
| 4    | Lisa Vittozzi        | 279    | -           | 2         |
| 5    | Denise Herrmann-Wick | 272    | 1           | 1         |

#### Départ Groupé
| Rang | Nom                        | Points | Victoire(s) | Podium(s) |
| ---- | -------------------------- | ------ | ----------- | --------- |
|      | Vetle Sjåstad Christiansen | 270    | 1           | 3         |
| 2    | Johannes Thingnes Bø       | 240    | 2           | 3         |
| 3    | Sturla Holm Lægreid        | 208    | -           | 2         |
| 4    | Johannes Dale              | 206    | 1           | 2         |
| 5    | Sebastian Stalder          | 143    | -           | -         |

| Rang | Nom                     | Points | Victoire(s) | Podium(s) |
| ---- | ----------------------- | ------ | ----------- | --------- |
|      | Julia Simon             | 270    | 1           | 3         |
| 2    | Anaïs Chevalier-Bouchet | 206    | -           | 3         |
| 3    | Hanna Öberg             | 195    | 1           | 1         |
| 4    | Dorothea Wierer         | 169    | 1           | 1         |
| 5    | Lou Jeanmonnot          | 166    | -           | 1         |

#### Relais
| Rang | Nation    | Points | Victoire(s) |
| ---- | --------- | ------ | ----------- |
|      | Norvège   | 450    | 5           |
| 2    | Allemagne | 330    | -           |
| 3    | France    | 320    | -           |
| 4    | Suède     | 256    | -           |
| 5    | Autriche  | 190    | -           |

| Rang | Nation    | Points | Victoire(s) |
| ---- | --------- | ------ | ----------- |
|      | France    | 345    | 2           |
| 2    | Norvège   | 325    | 2           |
| 3    | Suède     | 321    | 1           |
| 2    | Allemagne | 320    | -           |
| 5    | Italie    | 252    | -           |

| Rang | Nation  | Points | Victoire(s) |
| ---- | ------- | ------ | ----------- |
|      | France  | 305    | 2           |
| 2    | Norvège | 280    | 2           |
| 3    | Suisse  | 217    | -           |
| 4    | Suède   | 198    | -           |
| 5    | Italie  | 173    | -           |

### Globes de cristal et titres mondiaux
| Disciplines       | Globes de cristal          | Champions du Monde   |
| ----------------- | -------------------------- | -------------------- |
| Général           | Johannes Thingnes Bø       |                      |
| Coupe des Nations | Norvège                    |                      |
| Individuel        | Vetle Sjåstad Christiansen | Johannes Thingnes Bø |
| Sprint            | Johannes Thingnes Bø       | Johannes Thingnes Bø |
| Poursuite         | Johannes Thingnes Bø       | Johannes Thingnes Bø |
| Mass Start        | Vetle Sjåstad Christiansen | Sebastian Samuelsson |
| Relais            | Norvège                    | France               |

| Disciplines       | Globes de cristal    | Championnes du Monde |
| ----------------- | -------------------- | -------------------- |
| Général           | Julia Simon          |                      |
| Coupe des Nations | France               |                      |
| Individuel        | Lisa Vittozzi        | Hanna Öberg          |
| Sprint            | Denise Herrmann-Wick | Denise Herrmann-Wick |
| Poursuite         | Julia Simon          | Julia Simon          |
| Mass Start        | Julia Simon          | Hanna Öberg          |
| Relais            | France               | Italie               |

| Disciplines   | Globe de cristal | Champions du monde |
| ------------- | ---------------- | ------------------ |
| Relais        | France           | Norvège            |
| Relais simple | France           | Norvège            |

| Classe | Hommes         | Femmes       |
| ------ | -------------- | ------------ |
| U25    | Niklas Hartweg | Elvira Öberg |

## Calendrier et podiums

### Hommes

#### Épreuves individuelles
| Étape                                                         | Lieu                      | Épreuve           | Date             | Vainqueur                  | Deuxième                   | Troisième                  | Leader du classement général                           |
| ------------------------------------------------------------- | ------------------------- | ----------------- | ---------------- | -------------------------- | -------------------------- | -------------------------- | ------------------------------------------------------ |
| 1                                                             | Kontiolahti               | Individuel 20 km  | 29 novembre 2022 | Martin Ponsiluoma          | Niklas Hartweg             | David Zobel                | Martin Ponsiluoma                                      |
| 1                                                             | Kontiolahti               | Sprint 10 km      | 3 décembre 2022  | Johannes Thingnes Bø       | Sturla Holm Lægreid        | Roman Rees                 | Johannes Thingnes Bø                                   |
| 1                                                             | Kontiolahti               | Poursuite 12,5 km | 4 décembre 2022  | Johannes Thingnes Bø       | Sturla Holm Lægreid        | Émilien Jacquelin          | Johannes Thingnes Bø                                   |
| 2                                                             | Hochfilzen                | Sprint 10 km      | 9 décembre 2022  | Johannes Thingnes Bø       | Émilien Jacquelin          | Sturla Holm Lægreid        | Johannes Thingnes Bø                                   |
| 2                                                             | Hochfilzen                | Poursuite 12,5 km | 11 décembre 2022 | Johannes Thingnes Bø       | Sturla Holm Lægreid        | Émilien Jacquelin          | Johannes Thingnes Bø                                   |
| 3                                                             | Annecy - Le Grand-Bornand | Sprint 10 km      | 15 décembre 2022 | Johannes Thingnes Bø       | Sturla Holm Lægreid        | Benedikt Doll              | Johannes Thingnes Bø                                   |
| 3                                                             | Annecy - Le Grand-Bornand | Poursuite 12,5 km | 17 décembre 2022 | Sturla Holm Lægreid        | Vetle Sjåstad Christiansen | Johannes Thingnes Bø       | Johannes Thingnes Bø                                   |
| 3                                                             | Annecy - Le Grand-Bornand | Mass Start 15 km  | 18 décembre 2022 | Johannes Dale              | Sturla Holm Lægreid        | Johannes Thingnes Bø       | Johannes Thingnes Bø                                   |
| 4                                                             | Pokljuka                  | Sprint 10 km      | 6 janvier 2023   | Johannes Thingnes Bø       | Tarjei Bø                  | Sturla Holm Lægreid        | Johannes Thingnes Bø                                   |
| 4                                                             | Pokljuka                  | Poursuite 12,5 km | 7 janvier 2023   | Johannes Thingnes Bø       | Quentin Fillon Maillet     | Tarjei Bø                  | Johannes Thingnes Bø                                   |
| 5                                                             | Ruhpolding                | Individuel 20 km  | 11 janvier 2023  | Johannes Thingnes Bø       | Vetle Sjåstad Christiansen | Jakov Fak                  | Johannes Thingnes Bø                                   |
| 5                                                             | Ruhpolding                | Mass Start 15 km  | 15 janvier 2023  | Johannes Thingnes Bø       | Vetle Sjåstad Christiansen | Sturla Holm Lægreid        | Johannes Thingnes Bø                                   |
| 6                                                             | Antholz - Anterselva      | Sprint 10 km      | 20 janvier 2023  | Johannes Thingnes Bø       | Martin Ponsiluoma          | Sturla Holm Lægreid        | Johannes Thingnes Bø                                   |
| 6                                                             | Antholz - Anterselva      | Poursuite 12,5 km | 21 janvier 2023  | Johannes Thingnes Bø       | Sturla Holm Lægreid        | Martin Ponsiluoma          | Johannes Thingnes Bø                                   |
| Championnats du monde de biathlon 2023 (8 au 19 février 2023) |                           |                   |                  |                            |                            |                            |                                                        |
| ChM                                                           | Oberhof                   | Sprint 10 km      | 11 février 2023  | Johannes Thingnes Bø       | Tarjei Bø                  | Sturla Holm Lægreid        | Épreuves non comptabilisées pour le classement général |
| ChM                                                           | Oberhof                   | Poursuite 12,5 km | 12 février 2023  | Johannes Thingnes Bø       | Sturla Holm Lægreid        | Sebastian Samuelsson       | Épreuves non comptabilisées pour le classement général |
| ChM                                                           | Oberhof                   | Individuel 20 km  | 14 février 2023  | Johannes Thingnes Bø       | Sturla Holm Lægreid        | Sebastian Samuelsson       | Épreuves non comptabilisées pour le classement général |
| ChM                                                           | Oberhof                   | Mass Start 15 km  | 19 février 2023  | Sebastian Samuelsson       | Martin Ponsiluoma          | Johannes Thingnes Bø       | Épreuves non comptabilisées pour le classement général |
| Fin des championnats du monde                                 |                           |                   |                  |                            |                            |                            |                                                        |
| 7                                                             | Nové Město                | Sprint 10 km      | 2 mars 2023      | Johannes Thingnes Bø       | Tarjei Bø                  | Vetle Sjåstad Christiansen | Johannes Thingnes Bø                                   |
| 7                                                             | Nové Město                | Poursuite 12,5 km | 4 mars 2023      | Johannes Thingnes Bø       | Tarjei Bø                  | Martin Ponsiluoma          | Johannes Thingnes Bø                                   |
| 8                                                             | Östersund                 | Individuel 20 km  | 9 mars 2023      | Benedikt Doll              | Tommaso Giacomel           | Vetle Sjåstad Christiansen | Johannes Thingnes Bø                                   |
| 8                                                             | Östersund                 | Mass Start 15 km  | 12 mars 2023     | Vetle Sjåstad Christiansen | Johannes Dale              | Éric Perrot                | Johannes Thingnes Bø                                   |
| 9                                                             | Oslo - Holmenkollen       | Sprint 10 km      | 16 mars 2023     | Johannes Thingnes Bø       | Martin Ponsiluoma          | Benedikt Doll              | Johannes Thingnes Bø                                   |
| 9                                                             | Oslo - Holmenkollen       | Poursuite 12,5 km | 18 mars 2023     | Johannes Thingnes Bø       | Quentin Fillon Maillet     | Sturla Holm Lægreid        | Johannes Thingnes Bø                                   |
| 9                                                             | Oslo - Holmenkollen       | Mass Start 15 km  | 19 mars 2023     | Johannes Thingnes Bø       | Niklas Hartweg             | Vetle Sjåstad Christiansen | Johannes Thingnes Bø                                   |

#### Relais
| Étape                                                         | Lieu                 | Épreuve           | Date              | Vainqueur                                                                                                | Deuxième                                                                                      | Troisième                                                                         | Leader du classement du relais masculin |
| ------------------------------------------------------------- | -------------------- | ----------------- | ----------------- | --- | --------------------------------------------------------------------------------------------- | --------------------------------------------------------------------------------- | --------------------------------------- |
| 1                                                             | Kontiolahti          | Relais 4 × 7,5 km | 1er décembre 2022 | Norvège - Vetle Sjåstad Christiansen - Sturla Holm Lægreid - Tarjei Bø - Johannes Thingnes Bø            | Allemagne - Justus Strelow - Johannes Kühn - Benedikt Doll - Roman Rees                       | France - Éric Perrot - Fabien Claude - Émilien Jacquelin - Quentin Fillon Maillet | Norvège                                 |
| 2                                                             | Hochfilzen           | Relais 4 × 7,5 km | 10 décembre 2022  | Norvège - Sturla Holm Lægreid - Filip Fjeld Andersen - Johannes Thingnes Bø - Vetle Sjåstad Christiansen | Suède - Jesper Nelin - Martin Ponsiluoma - Peppe Femling - Sebastian Samuelsson               | Allemagne - Justus Strelow - Johannes Kühn - Roman Rees - Benedikt Doll           | Norvège                                 |
| 5                                                             | Ruhpolding           | Relais 4 × 7,5 km | 13 janvier 2023   | Norvège - Sturla Holm Lægreid - Tarjei Bø - Vetle Sjåstad Christiansen - Johannes Thingnes Bø            | Allemagne - David Zobel - Johannes Kühn - Benedikt Doll - Roman Rees                          | France - Éric Perrot - Quentin Fillon Maillet - Antonin Guigonnat - Fabien Claude | Norvège                                 |
| 6                                                             | Antholz - Anterselva | Relais 4 × 7,5 km | 22 janvier 2023   | Norvège - Sturla Holm Lægreid - Tarjei Bø - Johannes Thingnes Bø - Vetle Sjåstad Christiansen            | France - Antonin Guigonnat - Fabien Claude - Émilien Jacquelin - Quentin Fillon Maillet       | Allemagne - David Zobel - Johannes Kühn - Benedikt Doll - Roman Rees              | Norvège                                 |
| Championnats du monde de biathlon 2023 (8 au 19 février 2023) |                      |                   |                   | |                                                                                               |                                                                                   |                                         |
| ChM                                                           | Oberhof              | Relais 4 × 7,5 km | 18 février 2023   | France - Antonin Guigonnat - Fabien Claude - Émilien Jacquelin - Quentin Fillon Maillet                  | Norvège - Vetle Sjåstad Christiansen - Tarjei Bø - Sturla Holm Lægreid - Johannes Thingnes Bø | Suède - Peppe Femling - Martin Ponsiluoma - Jesper Nelin - Sebastian Samuelsson   |                                         |
| Fin des championnats du monde                                 |                      |                   |                   | |                                                                                               |                                                                                   |                                         |
| 8                                                             | Östersund            | Relais 4 × 7,5 km | 11 mars 2023      | Norvège - Endre Strømsheim - Vebjørn Sørum - Johannes Dale - Vetle Sjåstad Christiansen                  | France - Oscar Lombardot - Antonin Guigonnat - Éric Perrot - Fabien Claude                    | Allemagne - Roman Rees - Johannes Kühn - Philipp Nawrath - Benedikt Doll          | Norvège                                 |

### Femmes

#### Épreuves individuelles
| Étape                                                         | Lieu                      | Épreuve            | Date                        | Vainqueur                                                                            | Deuxième                                                                             | Troisième                                                                            | Leader du classement général                           |
| ------------------------------------------------------------- | ------------------------- | ------------------ | --------------------------- | ------------------------------------------------------------------------------------ | ------------------------------------------------------------------------------------ | ------------------------------------------------------------------------------------ | ------------------------------------------------------ |
| 1                                                             | Kontiolahti               | Individuel 15 km   | 30 novembre 2022            | Hanna Öberg                                                                          | Ingrid Landmark Tandrevold                                                           | Lisa Vittozzi                                                                        | Hanna Öberg                                            |
| 1                                                             | Kontiolahti               | Sprint 7,5 km      | 3 décembre 2022             | Lisa Theresa Hauser                                                                  | Lisa Vittozzi                                                                        | Linn Persson                                                                         | Lisa Vittozzi                                          |
| 1                                                             | Kontiolahti               | Poursuite 10 km    | 4 décembre 2022             | Julia Simon                                                                          | Dorothea Wierer                                                                      | Elvira Öberg                                                                         | Lisa Vittozzi                                          |
| 2                                                             | Hochfilzen                | Sprint 7,5 km      | 8 décembre 2022             | Denise Herrmann-Wick                                                                 | Markéta Davidová                                                                     | Julia Simon                                                                          | Julia Simon                                            |
| 2                                                             | Hochfilzen                | Poursuite 10 km    | 10 décembre 2022            | Julia Simon                                                                          | Ingrid Landmark Tandrevold                                                           | Markéta Davidová                                                                     | Julia Simon                                            |
| 3                                                             | Annecy - Le Grand-Bornand | Sprint 7,5 km      | 16 décembre 2022            | Anna Magnusson                                                                       | Linn Persson                                                                         | Denise Herrmann-Wick                                                                 | Julia Simon                                            |
| 3                                                             | Annecy - Le Grand-Bornand | Poursuite 10 km    | 17 décembre 2022            | Elvira Öberg                                                                         | Lisa Vittozzi                                                                        | Julia Simon                                                                          | Julia Simon                                            |
| 3                                                             | Annecy - Le Grand-Bornand | Mass Start 12,5 km | 18 décembre 2022            | Lisa Theresa Hauser                                                                  | Julia Simon                                                                          | Anaïs Chevalier-Bouchet                                                              | Julia Simon                                            |
| 4                                                             | Pokljuka                  | Sprint 7,5 km      | 5 janvier 2023              | Elvira Öberg                                                                         | Julia Simon                                                                          | Dorothea Wierer                                                                      | Julia Simon                                            |
| 4                                                             | Pokljuka                  | Poursuite 10 km    | 7 janvier 2023              | Elvira Öberg                                                                         | Dorothea Wierer                                                                      | Julia Simon                                                                          | Julia Simon                                            |
| 5                                                             | Ruhpolding                | Individuel 15 km   | 12 janvier 2023             | Lisa Vittozzi                                                                        | Lou Jeanmonnot                                                                       | Julia Simon                                                                          | Julia Simon                                            |
| 5                                                             | Ruhpolding                | Mass Start 12,5 km | 15 janvier 2023             | Julia Simon                                                                          | Lisa Vittozzi                                                                        | Anaïs Chevalier-Bouchet                                                              | Julia Simon                                            |
| 6                                                             | Antholz - Anterselva      | Sprint 7,5 km      | 19 janvier 2023             | Dorothea Wierer                                                                      | Chloé Chevalier                                                                      | Elvira Öberg                                                                         | Julia Simon                                            |
| 6                                                             | Antholz - Anterselva      | Poursuite 10 km    | 21 janvier 2023             | Denise Herrmann-Wick                                                                 | Lisa Vittozzi                                                                        | Elvira Öberg                                                                         | Julia Simon                                            |
| Championnats du monde de biathlon 2023 (8 au 19 février 2023) |                           |                    |                             |                                                                                      |                                                                                      |                                                                                      |                                                        |
| ChM                                                           | Oberhof                   | Sprint 7,5 km      | 10 février 2023             | Denise Herrmann-Wick                                                                 | Hanna Öberg                                                                          | Linn Persson                                                                         | Épreuves non comptabilisées pour le classement général |
| ChM                                                           | Oberhof                   | Poursuite 10 km    | 12 février 2023             | Julia Simon                                                                          | Denise Herrmann-Wick                                                                 | Marte Olsbu Røiseland                                                                | Épreuves non comptabilisées pour le classement général |
| ChM                                                           | Oberhof                   | Individuel 15 km   | 15 février 2023             | Hanna Öberg                                                                          | Linn Persson                                                                         | Lisa Vittozzi                                                                        | Épreuves non comptabilisées pour le classement général |
| ChM                                                           | Oberhof                   | Mass Start 12,5 km | 19 février 2023             | Hanna Öberg                                                                          | Ingrid Landmark Tandrevold                                                           | Julia Simon                                                                          | Épreuves non comptabilisées pour le classement général |
| Fin des championnats du monde                                 |                           |                    |                             |                                                                                      |                                                                                      |                                                                                      |                                                        |
| 7                                                             | Nové Město                | Sprint 7,5 km      | 3 mars 2023                 | Marte Olsbu Røiseland                                                                | Ingrid Landmark Tandrevold                                                           | Anaïs Chevalier-Bouchet                                                              | Julia Simon                                            |
| 7                                                             | Nové Město                | Poursuite 10 km    | 4 mars 2023                 | Marte Olsbu Røiseland                                                                | Ingrid Landmark Tandrevold                                                           | Anaïs Chevalier-Bouchet                                                              | Julia Simon                                            |
| 8                                                             | Östersund                 | Individuel 15 km   | 9 mars 2023                 | Dorothea Wierer                                                                      | Lisa Vittozzi                                                                        | Denise Herrmann-Wick                                                                 | Julia Simon                                            |
| 8                                                             | Östersund                 | Mass Start 12,5 km | 12 mars 2023                | Dorothea Wierer                                                                      | Lou Jeanmonnot                                                                       | Julia Simon                                                                          | Julia Simon                                            |
| 9                                                             | Oslo - Holmenkollen       | Sprint 7,5 km      | 17 mars 2023 → 18 mars 2023 | Denise Herrmann-Wick                                                                 | Hanna Öberg                                                                          | Anna Magnusson                                                                       | Julia Simon                                            |
| 9                                                             | Oslo - Holmenkollen       | Poursuite 10 km    | 18 mars 2023                | Annulé (épreuve non disputée en raison du report du sprint pour cause de brouillard) | Annulé (épreuve non disputée en raison du report du sprint pour cause de brouillard) | Annulé (épreuve non disputée en raison du report du sprint pour cause de brouillard) | Julia Simon                                            |
| 9                                                             | Oslo - Holmenkollen       | Mass Start 12,5 km | 19 mars 2023                | Hanna Öberg                                                                          | Marte Olsbu Røiseland                                                                | Anaïs Chevalier-Bouchet                                                              | Julia Simon                                            |

#### Relais
| Étape                                                         | Lieu                 | Épreuve         | Date              | Vainqueur                                                                                               | Deuxième                                                                              | Troisième                                                                                  | Leader du classement du relais féminin |
| ------------------------------------------------------------- | -------------------- | --------------- | ----------------- | --- | ------------------------------------------------------------------------------------- | ------------------------------------------------------------------------------------------ | -------------------------------------- |
| 1                                                             | Kontiolahti          | Relais 4 × 6 km | 1er décembre 2022 | Suède - Linn Persson - Anna Magnusson - Hanna Öberg - Elvira Öberg                                      | Allemagne - Anna Weidel - Sophia Schneider - Vanessa Voigt - Denise Herrmann-Wick     | Norvège - Karoline Knotten - Ida Lien - Ragnhild Femsteinevik - Ingrid Landmark Tandrevold | Suède                                  |
| 2                                                             | Hochfilzen           | Relais 4 × 6 km | 11 décembre 2022  | France - Lou Jeanmonnot - Anaïs Chevalier-Bouchet - Chloé Chevalier - Julia Simon                       | Suède - Linn Persson - Anna Magnusson - Hanna Öberg - Elvira Öberg                    | Italie - Rebecca Passler - Dorothea Wierer - Samuela Comola - Lisa Vittozzi                | Suède                                  |
| 5                                                             | Ruhpolding           | Relais 4 × 6 km | 14 janvier 2023   | Norvège - Karoline Knotten - Ragnhild Femsteinevik - Marte Olsbu Røiseland - Ingrid Landmark Tandrevold | Allemagne - Anna Weidel - Vanessa Voigt - Sophia Schneider - Denise Herrmann-Wick     | Italie - Samuela Comola - Lisa Vittozzi - Rebecca Passler - Dorothea Wierer                | Suède                                  |
| 6                                                             | Antholz - Anterselva | Relais 4 × 6 km | 22 janvier 2023   | France - Lou Jeanmonnot - Anaïs Chevalier-Bouchet - Chloé Chevalier - Julia Simon                       | Suède - Linn Persson - Anna Magnusson - Hanna Öberg - Elvira Öberg                    | Allemagne - Vanessa Voigt - Sophia Schneider - Janina Hettich-Walz - Hanna Kebinger        | Suède                                  |
| Championnats du monde de biathlon 2023 (8 au 19 février 2023) |                      |                 |                   | |                                                                                       |                                                                                            |                                        |
| ChM                                                           | Oberhof              | Relais 4 × 6 km | 18 février 2023   | Italie- Samuela Comola - Dorothea Wierer - Hannah Auchentaller - Lisa Vittozzi                          | Allemagne- Vanessa Voigt - Hanna Kebinger - Sophia Schneider - Denise Herrmann-Wick   | Suède- Linn Persson - Anna Magnusson - Elvira Öberg - Hanna Öberg                          |                                        |
| Fin des championnats du monde                                 |                      |                 |                   | |                                                                                       |                                                                                            |                                        |
| 8                                                             | Östersund            | Relais 4 × 6 km | 11 mars 2023      | Norvège- Juni Arnekleiv - Ida Lien - Ingrid Landmark Tandrevold - Marte Olsbu Røiseland                 | France- Lou Jeanmonnot - Chloé Chevalier - Caroline Colombo - Anaïs Chevalier-Bouchet | Allemagne- Janina Hettich-Walz - Hanna Kebinger - Vanessa Voigt - Denise Herrmann-Wick     | France                                 |

### Mixte
| Étape                                                         | Lieu       | Épreuve                            | Date            | Vainqueur                                                                                                | Deuxième                                                                        | Troisième                                                                                  | Leader du classement du relais mixte |
| ------------------------------------------------------------- | ---------- | ---------------------------------- | --------------- | --- | ------------------------------------------------------------------------------- | ------------------------------------------------------------------------------------------ | ------------------------------------ |
| 4                                                             | Pokljuka   | Relais simple 6 km H + 7,5 km F    | 8 janvier 2023  | Norvège - Vetle Sjåstad Christiansen - Ingrid Landmark Tandrevold                                        | France - Antonin Guigonnat - Lou Jeanmonnot                                     | Suisse - Niklas Hartweg - Amy Baserga                                                      | Norvège                              |
| 4                                                             | Pokljuka   | Relais 2 × 7,5 km H + 2 × 7,5 km F | 8 janvier 2023  | France - Fabien Claude - Quentin Fillon Maillet - Anaïs Chevalier-Bouchet - Julia Simon                  | Italie - Didier Bionaz - Tommaso Giacomel - Dorothea Wierer - Lisa Vittozzi     | Suède - Jesper Nelin - Martin Ponsiluoma - Mona Brorsson - Elvira Öberg                    | France                               |
| Championnats du monde de biathlon 2023 (8 au 19 février 2023) |            |                                    |                 | |                                                                                 |                                                                                            |                                      |
| ChM                                                           | Oberhof    | Relais 2 × 6 km F + 2 × 6 km H     | 8 février 2023  | Norvège- Ingrid Landmark Tandrevold - Marte Olsbu Røiseland - Sturla Holm Lægreid - Johannes Thingnes Bø | Italie- Lisa Vittozzi - Dorothea Wierer - Didier Bionaz - Tommaso Giacomel      | France- Julia Simon - Anaïs Chevalier-Bouchet - Émilien Jacquelin - Quentin Fillon Maillet |                                      |
| ChM                                                           | Oberhof    | Relais simple 6 km F + 7,5 km H    | 16 février 2023 | Norvège- Marte Olsbu Røiseland - Johannes Thingnes Bø                                                    | Autriche- Lisa Theresa Hauser - David Komatz                                    | Italie- Lisa Vittozzi - Tommaso Giacomel                                                   |                                      |
| Fin des championnats du monde                                 |            |                                    |                 | |                                                                                 |                                                                                            |                                      |
| 7                                                             | Nové Město | Relais 2 × 6 km F + 2 × 6 km H     | 5 mars 2023     | France - Lou Jeanmonnot - Caroline Colombo - Éric Perrot - Fabien Claude                                 | Suède - Anna Magnusson - Hanna Öberg - Martin Ponsiluoma - Sebastian Samuelsson | Norvège - Karoline Knotten - Ingrid Landmark Tandrevold - Johannes Dale - Endre Strømsheim | France                               |
| 7                                                             | Nové Město | Relais simple 6 km F + 7,5 km H    | 5 mars 2023     | Norvège - Marte Olsbu Røiseland - Vetle Sjåstad Christiansen                                             | Suisse - Amy Baserga - Niklas Hartweg                                           | Lettonie - Baiba Bendika - Andrejs Rastorgujevs                                            | France                               |

## Tableau des podiums
- Saison complète (championnats du monde inclus)

| Rang | Biathlète                  | Places | Places | Places | Total de podiums |
| Rang | Biathlète                  |        |        | 3e     | Total de podiums |
| ---- | -------------------------- | ------ | ------ | ------ | ---------------- |
| 1    | Johannes Thingnes Bø       | 19     | 0      | 3      | 22               |
| 2    | Sturla Holm Lægreid        | 1      | 8      | 6      | 15               |
| 3    | Vetle Sjåstad Christiansen | 1      | 3      | 3      | 7                |
| 4    | Martin Ponsiluoma          | 1      | 3      | 2      | 6                |
| 5    | Johannes Dale              | 1      | 1      | 0      | 2                |
| 6    | Benedikt Doll              | 1      | 0      | 2      | 3                |
| 6    | Sebastian Samuelsson       | 1      | 0      | 2      | 3                |
| 8    | Tarjei Bø                  | 0      | 4      | 1      | 5                |
| 9    | Quentin Fillon Maillet     | 0      | 2      | 0      | 2                |
| 9    | Niklas Hartweg             | 0      | 2      | 0      | 2                |
| 11   | Émilien Jacquelin          | 0      | 1      | 2      | 3                |
| 12   | Tommaso Giacomel           | 0      | 1      | 0      | 1                |
| 13   | Roman Rees                 | 0      | 0      | 1      | 1                |
| 13   | David Zobel                | 0      | 0      | 1      | 1                |
| 13   | Éric Perrot                | 0      | 0      | 1      | 1                |
| 13   | Jakov Fak                  | 0      | 0      | 1      | 1                |

| Rang | Biathlète                  | Places | Places | Places | Total de podiums |
| Rang | Biathlète                  |        |        | 3e     | Total de podiums |
| ---- | -------------------------- | ------ | ------ | ------ | ---------------- |
| 1    | Julia Simon                | 4      | 2      | 6      | 12               |
| 2    | Hanna Öberg                | 4      | 2      | 0      | 6                |
| 3    | Denise Herrmann-Wick       | 4      | 1      | 2      | 7                |
| 4    | Dorothea Wierer            | 3      | 2      | 1      | 6                |
| 5    | Elvira Öberg               | 3      | 0      | 3      | 6                |
| 6    | Marte Olsbu Røiseland      | 2      | 1      | 1      | 4                |
| 7    | Lisa Theresa Hauser        | 2      | 0      | 0      | 2                |
| 8    | Lisa Vittozzi              | 1      | 5      | 2      | 8                |
| 9    | Anna Magnusson             | 1      | 0      | 1      | 2                |
| 10   | Ingrid Landmark Tandrevold | 0      | 5      | 0      | 5                |
| 11   | Linn Persson               | 0      | 2      | 2      | 4                |
| 12   | Lou Jeanmonnot             | 0      | 2      | 0      | 2                |
| 13   | Markéta Davidová           | 0      | 1      | 1      | 2                |
| 14   | Chloé Chevalier            | 0      | 1      | 0      | 1                |
| 15   | Anaïs Chevalier-Bouchet    | 0      | 0      | 5      | 5                |

| Rang | Nation    | Places | Places | Places | Total général de podiums |
| Rang | Nation    |        |        | 3e     | Total général de podiums |
| ---- | --------- | ------ | ------ | ------ | ------------------------ |
| 1    | Norvège   | 35     | 23     | 16     | 74                       |
| 2    | Suède     | 11     | 11     | 13     | 35                       |
| 3    | France    | 9      | 12     | 17     | 38                       |
| 4    | Italie    | 5      | 10     | 6      | 21                       |
| 5    | Allemagne | 5      | 6      | 11     | 22                       |
| 6    | Autriche  | 2      | 1      | 0      | 3                        |
| 7    | Suisse    | 0      | 3      | 1      | 4                        |
| 8    | Tchéquie  | 0      | 1      | 1      | 2                        |
| 9    | Lettonie  | 0      | 0      | 1      | 1                        |
| 9    | Slovénie  | 0      | 0      | 1      | 1                        |

## Tableau des primes distribuées par l'IBU[2]
Montants en Euros (€).

### Hommes
| Rang | Biathlète                  | Total   | % Max | Individuelles | Relais |
| ---- | -------------------------- | ------- | ----- | ------------- | ------ |
| 1    | Johannes Thingnes Boe      | 487 950 | 80%   | 440 950       | 47 000 |
| 2    | Sturla Holm Lægreid        | 299 000 | 49%   | 259 500       | 39 500 |
| 3    | Vetle Sjåstad Christiansen | 250 100 | 41%   | 198 600       | 51 500 |
| 4    | Martin Ponsiluoma          | 172 450 | 28%   | 144 450       | 28 000 |
| 5    | Tarjei Boe                 | 164 550 | 27%   | 139 050       | 25 500 |
| 6    | Benedikt Doll              | 158 200 | 26%   | 125 450       | 32 750 |
| 7    | Quentin Fillon Maillet     | 155 350 | 25%   | 120 350       | 35 000 |
| 8    | Fabien Claude              | 131 000 | 21%   | 86 250        | 44 750 |
| 9    | Sebastian Samuelsson       | 127 800 | 21%   | 102 800       | 25 000 |
| 10   | Roman Rees                 | 123 950 | 20%   | 93 200        | 30 750 |

### Femmes
| Rang | Biathlète                  | Total   | % Max | Individuelles | Relais |
| ---- | -------------------------- | ------- | ----- | ------------- | ------ |
| 1    | Julia Simon                | 325 800 | 55%   | 294 300       | 31 500 |
| 2    | Denise Herrmann-Wick       | 230 150 | 39%   | 202 650       | 27 500 |
| 3    | Lisa Vittozzi              | 225 950 | 38%   | 186 450       | 39 500 |
| 4    | Hanna Oeberg               | 210 350 | 35%   | 176 850       | 33 500 |
| 5    | Dorothea Wierer            | 202 350 | 34%   | 169 850       | 32 500 |
| 6    | Ingrid Landmark Tandrevold | 183 450 | 31%   | 142 450       | 41 000 |
| 7    | Elvira Öberg               | 162 750 | 27%   | 135 250       | 27 500 |
| 8    | Anaïs Chevalier-Bouchet    | 144 650 | 24%   | 103 650       | 41 000 |
| 9    | Marte Olsbu Røiseland      | 136 900 | 23%   | 98 400        | 38 500 |
| 10   | Linn Persson               | 127 600 | 22%   | 103 100       | 24 500 |

### Gains par nation
| Rang | Nation    | Total     | % Max | Total H   | Total F | Individuelles | Collectives |
| ---- | --------- | --------- | ----- | --------- | ------- | ------------- | ----------- |
| 1    | Norvège   | 1 951 300 | 49%   | 1 491 350 | 459 950 | 1 538 300     | 413 000     |
| 2    | France    | 1 325 150 | 33%   | 542 300   | 782 850 | 917 650       | 407 500     |
| 3    | Suède     | 1 036 550 | 26%   | 425 300   | 611 250 | 783 550       | 253 000     |
| 4    | Allemagne | 1 001 850 | 25%   | 507 050   | 494 800 | 715 850       | 286 000     |
| 5    | Italie    | 636 800   | 16%   | 149 450   | 487 350 | 455 300       | 181 500     |
| 6    | Suisse    | 335 850   | 8%    | 202 200   | 133 650 | 207 850       | 128 000     |
| 7    | Tchéquie  | 326 200   | 8%    | 152 700   | 173 500 | 218 200       | 108 000     |
| 8    | Autriche  | 292 550   | 7%    | 126 700   | 165 850 | 181 550       | 111 000     |
| 9    | Finlande  | 129 350   | 3%    | 77 800    | 51 550  | 88 350        | 41 000      |
| 10   | Ukraine   | 97 000    | 2%    | 76 700    | 20 300  | 54 000        | 43 000      |

## Retraites sportives
Les biathlètes suivants prennent leur retraite sportive au cours ou à l'issue de cette saison.
| - Hommes - Jules Burnotte - Serafin Wiestner - Erlend Bjøntegaard | - Femmes - Vanessa Hinz - Denise Herrmann-Wick - Mari Eder - Anaïs Chevalier-Bouchet - Federica Sanfilippo - Marte Olsbu Røiseland - Tiril Eckhoff (absente de toute la saison) - Nastassia Kinnunen |